# 알렉스 맥케나

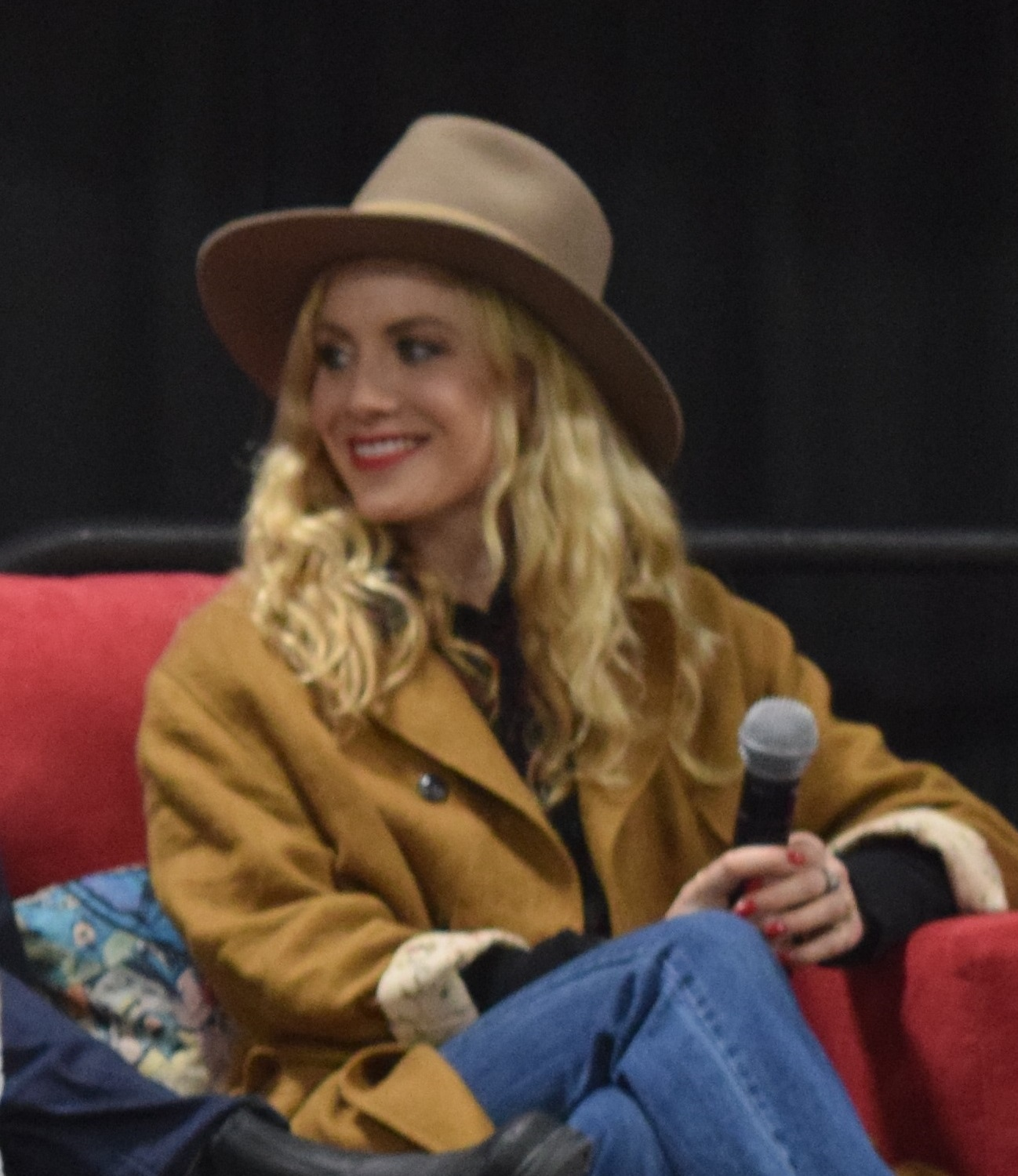

알렉스 맥케나(Alex McKenna, 1984년 10월 15일 ~ )는 미국의 배우, 성우이다.
로스앤젤레스에서 태어났다.

## 출연 작품
- 줄리안 (2016년)
- 포크 히어로 & 퍼니 가이 (2016년)
- 싱글 인 사우스 비치 (2015년)
- 검은 집: 죽음을 보는 눈 (2014년)
- 프리메이슨 (2013년) - 라나 역
- 캠프파이어 테일 (1997년)
- 조이(영어판) (1997년)
- 파이어트랩 (1997년)
- 스투피드 (1996년)

### 텔레비전
- 크로싱 조던 (2001-06)
- 90210 (2010)